# BB Sophia

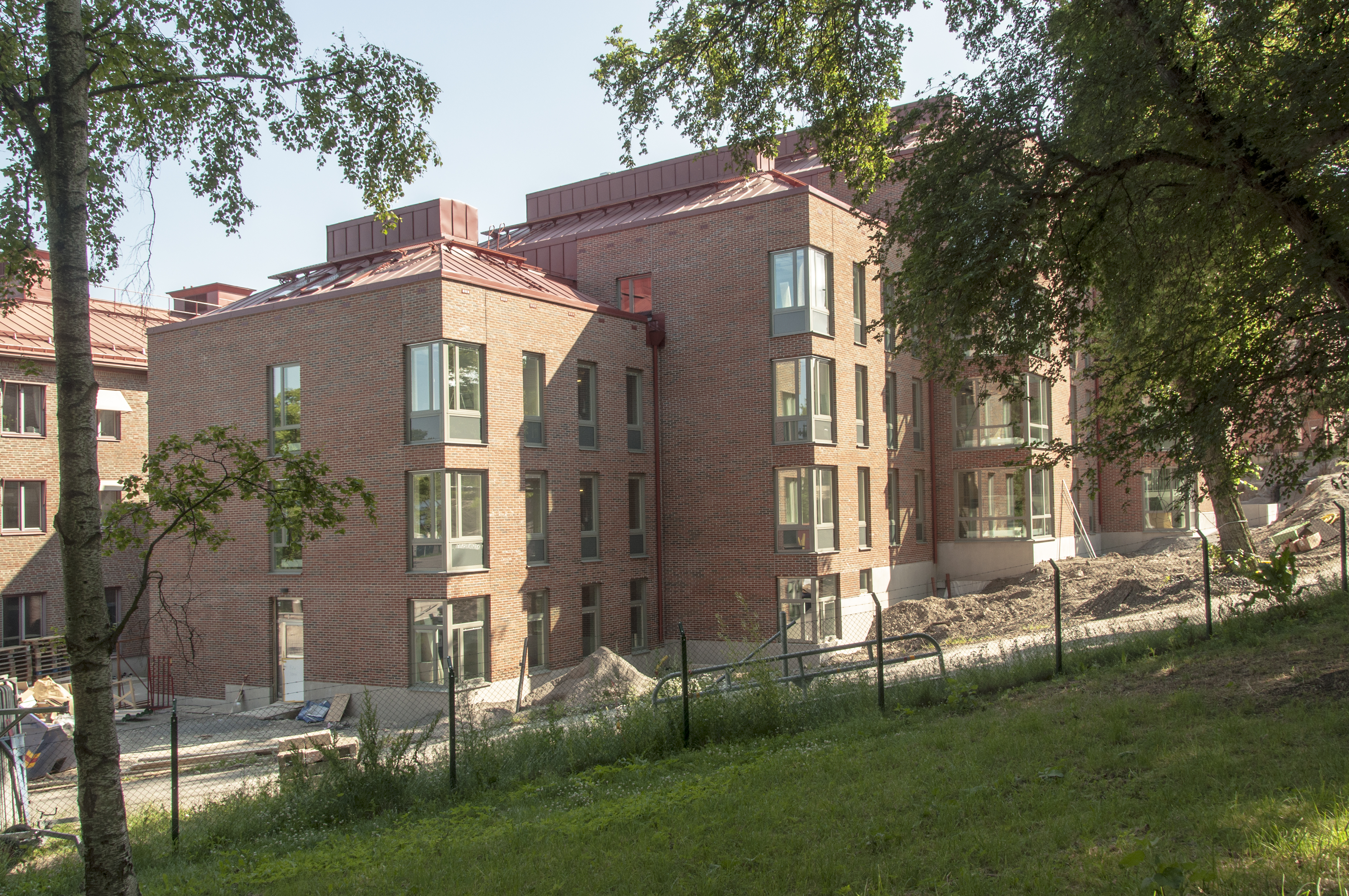
BB Sophia vid Sophiahemmet.

BB Sophia var en privat förlossningsklinik i Stockholm, som öppnade den 3 mars 2014, med en kapacitet för 4 000 förlossningar per år. Kliniken hade sina lokaler vid Sophiahemmet på Norra Djurgården. De nya byggnaderna stod färdiga 2014 och ritades av Reflex Arkitekter. Förlossningskliniken var auktoriserad av Stockholms läns landstings vårdval för förlossningsvården, och därmed en del av den offentligt finansierade vården. Avtalet med landstinget gällde förlossningar för kvinnor som nått graviditetsvecka 32, med undantag för dem som bedöms ha en förhöjd risk.
BB Sophia var ett helägt dotterbolag till Praktikertjänst AB.
Öppnandet av BB Sophia föregicks av en debatt om patientsäkerheten för både barn och mödrar, eftersom BB Sophia inte låg i anslutning till ett fullvärdigt akutsjukhus, med till exempel intensivvårdsresurser. Kritiken tillbakavisades av BB Sophias ledning. Verksamheten uppmärksammades även därför att BB Sophias rekrytering av barnmorskor enligt kritiker bidrog till barnmorskebrist vid övriga förlossningskliniker i Stockholmsområdet.
Förlossningskliniken stängdes i maj 2016 efter att i februari samma år ha sagt upp landstingavtalet på grund av olönsamhet.
Totalt föddes 3240 barn på BB Sophia under 2015.